# تفجير طرطوس (يناير 2017)
بعيد منتصف ليل السبت 1 يناير 2017 قام انتحاريين بتفجير نفسيهما بحزامين ناسفين على الكورنيش البحري في مدينة طرطوس، سوريا، مما أسفر عن مقتل ضابطي أمن.

## التفاصيل
قامت دورية أمنية بأيقاف شخصين اشتبهت فيهما قبل أن يقوما بتفجير نفسيهما، ما أدى إلى استشهاد اثنين من عناصر الدورية.
في اليوم التالي (الأحد) أعلن تنظيم الدولة الإسلامية مسؤوليته عن الهجوم الانتحاري في مدينة طرطوس السورية الساحلية.

وقال التنظيم في بيان نشره على الإنترنت
«انغماسيان من الدولة الإسلامية نفذا هجوما بسترتين ناسفتين يوم أمس على حاجز لقوات النظام بمنطقة الكورنيش في طرطوس»